# Vitaly Efimov
Vitaly N. Efimov (en ruso: Вита́лий Никола́евич Ефи́мов) es un físico teórico ruso. En 1970, mientras trabajaba como investigador en el Instituto Físico-Técnico AF Ioffe de la Academia de Ciencias de la Unión Soviética en Leningrado publicó el artículo "Niveles de energía que surgen de fuerzas resonantes de dos cuerpos en un sistema de tres cuerpos", en el que proponía la existencia de un estado de la materia novedoso y exótico ahora denominado estado Efimov. En 2006 se anunció que se había confirmado la existencia de este estado de la materia.
Actualmente es profesor afiliado de física en la Universidad de Washington.
En 2018 fue elegido como ganador de la Medalla Inaugural Fadeev.